# کوته (شیرینی)
کوته یک شیرینی است که در منطقۀ هورامان در استان‌های کرمانشاه و کردستان و به ویژه در شهر پاوه تهیه می‌شود.

## نام
گفته می‌شود که واژۀ «کوته» از مصدر «کوتاین» و «کوتان» و «کوتای» در زبان کُردی گرفته شده که به معنای «کوبیدن» است. این نام‌گذاری بدین سبب است که برای تهیۀ این شیرینی، توت خشک‌شده به همراه گردو و مغز قزوان کوبیده می‌شود.

## تاریخچه
در گذشته مردم هورامان برای تجارت و مبادلۀ کالا ناگزیر از مسافرت به نقاط دیگر منطقۀ کرمانشاه بودند. این سفرها گاه چندین روز به طول می‌انجامید و طی آن به خوراکی مقوی نیاز بود. شیرینی کوته در سفرها به عنوان یک خوراکی مقوی مورد استفاده قرار می‌گرفته‌است. در گذشته در جنگ‌هایی که در منطقه رخ می‌داد نیز از کوته برای قوت‌بخشی به مبارزان استفاده می‌شده‌است. همچنین برخی خانواده‌ها برای فرزندانی که به خدمت اجباری می رفته‌اند کوته تهیه می‌کرده‌اند.

## ثبت ملی
شیرینی کوته در ۱۲ اسفند ۱۳۹۹ در فهرست آثار ملی به ثبت رسید. در سال ۱۴۰۱ نیز پروندۀ پاسداری از مهارت پخت این شیرینی در ادارۀ میراث فرهنگی، گردشگری و صنایع دستی استان کرمانشاه تهیه شد. در اردیبهشت ۱۴۰۳ رئیس ادارۀ میراث فرهنگی، صنایع دستی و گردشگری پاوه اعلام کرد که به‌منظور احیای تولید شیرینی کوته، پروندۀ پاسداری از شیرینی کوتۀ هورامان تدوین شده و امسال در شورای ثبت ملی کشور مطرح خواهدشد.

## ترکیبات
در تهیۀ شیرینی کوته ترکیبی از توت خشک، شیرۀ توت، گردو و مغز پستۀ کوهی (ونوشک یا قزوان) مورد استفاده قرار می‌گیرد. همۀ این مواد از محصولات باغداری هورامان هستند و در طبیعت این منطقه وجود دارند.

## طرز تهیه
برای تهیۀ شیرینی کوته توت خشک، مغز گردو و مغز بنه با یکدیگر کوبیده و سپس آسیاب می‌شود. آنگاه شیرۀ توت نیز  به آن اضافه می شود. کوته در نهایت به‌صورت تکه‌های کوچک درمی‌آید. سپس برای ماندگاری بیشتر پودر پستۀ کوهی روی آن ریخته می‌شود.

## تولید کارگاهی
اگرچه کوته به‌صورت خانگی تولید می‌شده، اما تولید آن در کارگاه‌های شیرینی‌پزی نیز صورت می‌گیرد. در اردیبهشت ۱۴۰۳ اعلام شد که یک کارگاه تولیدی کوته با ظرفیت ۸ نفر به صورت مستقیم و ۳۰ نفر به صورت غیرمستقیم در پاوه راه‌اندازی شده که این شیرینی را به شکل استاندارد تولید و بسته‌بندی می‌کند. بخشی از تولیدات این کارگاه به کشورهای دیگر صادر می‌شود.